# Bessos

Els bessos habitaven a les muntanyes i al nord-oest de la tribu diesos.

Els bessos (grec antic: Βῆσσοι o Βέσσοι, llatí: Bessi) eren una tribu tràcia independent que vivia en un territori que va de Mèsia fins al Ròdope, al sud de Tràcia, però sovint hom els situa a l'Hemimont, la serralada que separa Mèsia de Tràcia, a la zona nord de l'Hebros.
Heròdot els descriu com una mena de casta sacerdotal dels satres, de manera que serien els intèrprets de les declaracions profètiques donades per una sacerdotessa en un oracle del santuari de Dionís, situat en un cim de la muntanya. Estrabó forneix un testimoni en el qual els bessos són els més ferotges de les tribus tràcies independents, que habitaven entorn de l'Hemimont i posseïen la major part de la zona entorn d'aquesta serralada. Els considera bandolers entre bandolers, i diu que eren addictes al saqueig. Mommsen diu que la capital dels bessos va ser Uscudama (actualment Adrianòpolis, a la moderna Turquia), però en realitat sembla que fou Bessapara, avui Sinitovo, a prop de Pazardzhik, Bulgària.
El 72 aC, el procònsol de Macedònia Lucul va derrotar els Bessos a Tràcia. Apià diu que es van rendir a August. Cap al final del segle iv, Nicetes, bisbe de Dàcia, va portar l'evangeli als llops de muntanya, els Bessos. Se suposa que la seva missió va reeixir i el culte a Dionís i altres déus tracis varen ser finalment substituïts pel cristianisme. Cecaumen, l'historiador romà d'Orient del segle xi, a la seva obra Strategikón, considera els valacs de Tessàlia (és a dir, els aromanesos de la Gran Valàquia) com a descendents dels antics dacis i bessos que van envair Grècia procedents de la zona del Danubi, que suposadament cercaven venjança per la derrota infligida als seus avantpassats per Trajà durant les Guerres Dàcies.
L'antropònim traci Bessos, documentat a Montenegro juntament amb altres noms tracis com Teres, sembla tenir la mateixa etimologia que el dels bessos.
Hom creu que els Diobessos eren una unió de tribus de bessos i diesos. Plini el Vell també descriu diverses divisions entre els bessos.